# Battaglia di Sauchieburn
La battaglia di Sauchieburn fu uno scontro avvenuto l'11 giugno 1488 presso Stirling tra l'armata reale di re Giacomo III di Scozia e lo schieramento dei ribelli guidati da suo figlio, il principe Giacomo, duca di Rothesay.
La battaglia, culmine del lungo conflitto tra Giacomo III e i suoi nobili più riottosi, fu disastrosa per il sovrano, che perse la vita negli scontri. Suo figlio poté allora succedergli al trono di Scozia come Giacomo IV, accentrando su di sé il potere.

## Antefatti

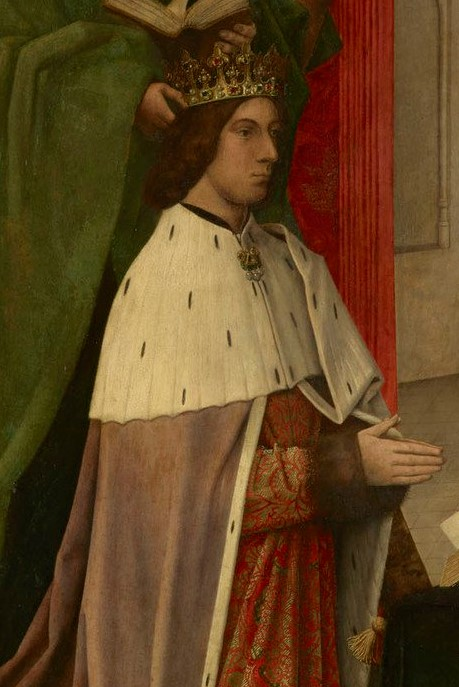
Incoronazione di Giacomo III di Scozia

Dopo il dominio risoluto di Giacomo II di Scozia (1437-60), suo figlio Giacomo III si dimostrò un sovrano assai più debole e meno capace. Circondatosi di adulatori e ruffiani come Robert Cochrane, la sua irresolutezza e la messa a morte del fratello Giovanni, conte di Mar causò il malcontento di molti dei suoi nobili più potenti, che cominciarono a ribellarsi periodicamente. Nel 1482 Cochrane venne ucciso e il re imprigionato per breve tempo; gli inglesi approfittarono della crisi scozzese e il duca Riccardo di Gloucester attaccò la Scozia meridionale, assistito dai signori ribelli.
Tornato al potere l'anno successivo, Giacomo III epurò la cerchia dei suoi consiglieri, spingendo molti a fuggire in esilio. Nel 1487 la situazione degenerò definitivamente, con molti dei nobili del regno ormai in aperta ribellione: scoppiò quindi una guerra civile in Scozia contro il sovrano, con a capo Alexander Home, II signore di Home e Archibald Douglas, V conte di Angus. Per legittimarsi, i ribelli dichiararono la loro lealtà al principe ereditario Giacomo, duca di Rothesay, appena quindicenne, che si unì a loro e compattò il fronte dei ribelli contro il padre.
Inizialmente il re voleva trattare coi rivoltosi, e in un primo momento l'iniziativa parve avere successo; Giacomo tuttavia si rimangiò presto la parola data, riprendendo le ostilità. Un primo scontro armato avvenne presso il castello di Blackness, assediato dai ribelli nel maggio 1488. Il re, rinchiuso nel maniero e abbandonato da molti sostenitori, cercò di entrare in contatto col figlio (forse per negoziare o farlo prigioniero), ma i suoi inviati furono respinti in una scaramuccia. Rientrato ad Edimburgo, nel mese successivo Giacomo III mosse verso Stirling, occupando la città ma non riuscendo ad ottenere il castello, ancora in mani ribelli. L'armata dei rivoltosi marciò allora contro quella reale, e i due eserciti si affrontarono l'11 giugno poco fuori dalla cittadina, presso il torrente Sauchieburn.

## La battaglia
L'esercito reale era numericamente più consistente rispetto a quello ribelle, contando circa 30 000 uomini contro i 18 000 avversari. I due eserciti cominciarono a bersagliarsi con una pioggia di frecce, mentre i fanti marciavano gli uni contro gli altri. I lealisti, condotta la prima carica, riuscirono col proprio impeto a rompere la prima linea ribelle, facendola arretrare di molti metri; nonostante la consistenza numerica, esaurito lo slancio iniziale i fedeli del re non riuscirono più ad avanzare, venendo quindi respinti dalla retroguardia e dai fianchi dell'esercito ribelle. Dopo alcune ore di nuove cariche inconcludenti la coesione dell'armata reale si frantumò, e i lealisti fuggirono; i ribelli avevano vinto.
Giacomo III non sopravvisse alla battaglia. Nonostante la tradizione voglia che fosse riuscito a fuggire solo per essere assassinato poche ore dopo in una magione del vicino villaggio di Bannockburn, è probabile che il re perì durante gli scontri perché disarcionato dal suo cavallo, un destriero focoso regalatogli prima della battaglia e con cui non era riuscito ancora a prendere confidenza, ed ucciso dai soldati nemici.

## Conseguenze
Dapprima si diffuse la falsa notizia che il re era fuggito ed era ancora vivo, forse messa in giro dai signori scozzesi per evitare di scatenare il panico. Il monarca tuttavia non ricomparve più, e una settimana dopo venne scoperto il suo corpo, subito sepolto nel castello di Stirling. Scomparso Giacomo III, i nobili riunirono il parlamento scozzese e dichiararono ufficialmente il principe Giacomo come nuovo re di Scozia, concludendo così la breve guerra civile.